# Ignacy Zyśk
Ignacy Zyśk (ur. 9 marca 1919 w Dąbrowach, zm. 14 września 2013  tamże) – kurpiowski muzyk ludowy, skrzypek, żołnierz Armii Krajowej. 

## Biografia
Syn Franciszka i Rozalii z Golonów. Od dzieciństwa pomagał rodzicom w prowadzeniu gospodarstwa rolnego, które następnie prowadził wspólnie z żoną Władysławą.
W okresie okupacji niemieckiej był żołnierzem AK ps. Wróbel, za co został odznaczony Krzyżem Armii Krajowej.    
Od młodości grywał na skrzypcach na zabawach wiejskich, weselach i uroczystościach rodzinnych w Dąbrowach oraz okolicznych miejscowościach. Stale współpracował ze znaną śpiewaczką kurpiowską Walerią Żarnoch.   
Uczestniczył w wielu konkursach instrumentalistów ludowych, zdobywając liczne nagrody i wyróżnienia. Wielokrotnie brał udział w Regionalnym Przeglądzie Harmonistów i Skrzypków Ludowych w Lelisie oraz Jarmarku Kurpiowskim w Myszyńcu, zajmując w tych konkursach czołowe miejsca. W 1981 r. wystąpił na Festiwalu Folklorystycznym w Kazimierzu Dolnym. Dwukrotnie (w 1994 i 1999 r.) zajął I miejsce w kategorii skrzypiec na Jarmarku Kurpiowskim w Myszyńcu. W 2010 r. był gościem Letniej Szkoły Muzyki Ludowej na Kurpiach organizowanej przez Mazowiecką Szkołę Muzyki Ludowej i Stowarzyszenie Twórców Ludowych. Zajęcia odbyły się w Zagrodzie Kurpiowskiej w Kadzidle.   
Aktywność muzyczną podejmował do końca życia. W wieku 90 lat wziął udział w XII Przeglądzie Harmonistów i Skrzypków Ludowych „Kurpiowskie granie”, zdobywając drugie miejsce w kategorii skrzypiec. 

## Galeria

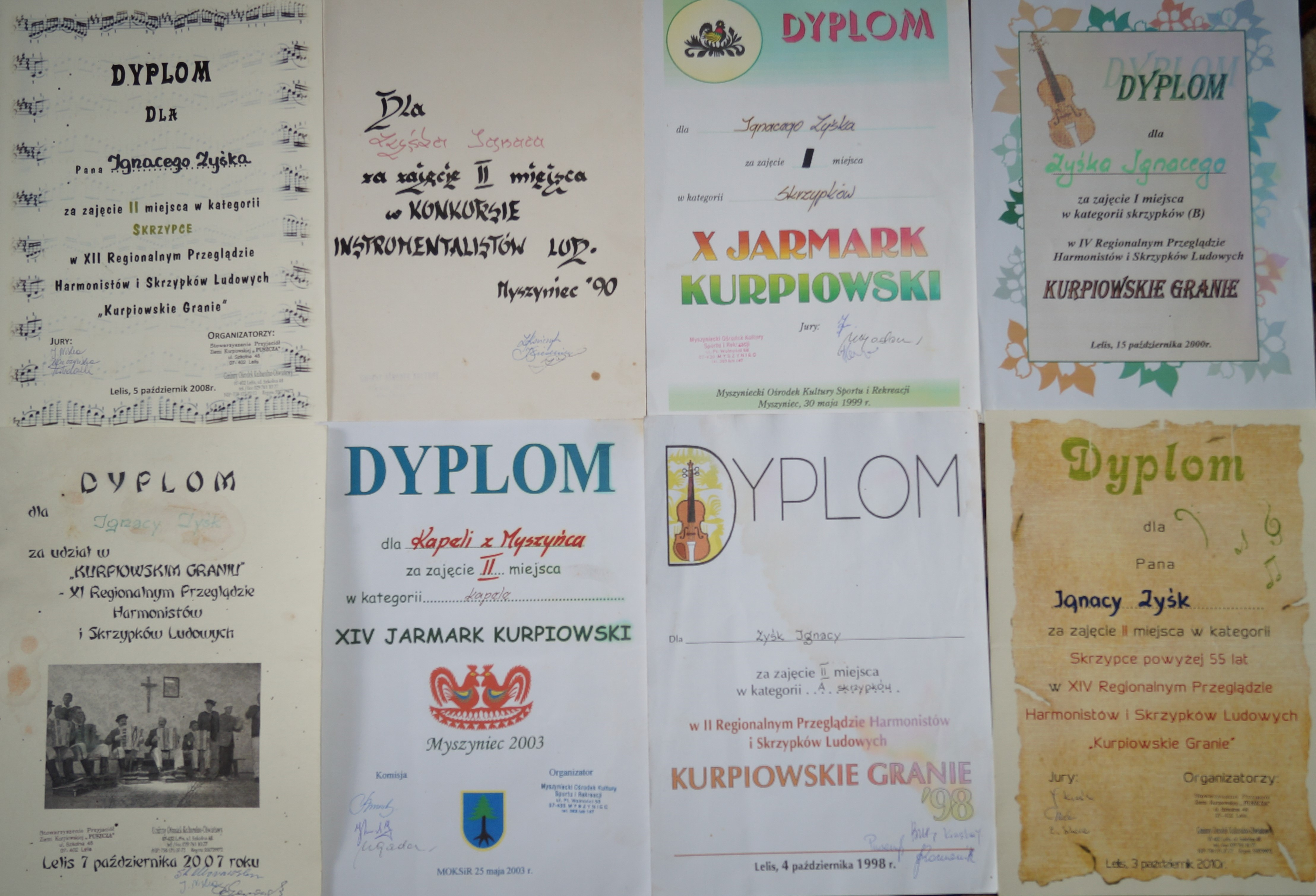
Dyplomy zgromadzone przez Ignacego Zyśka
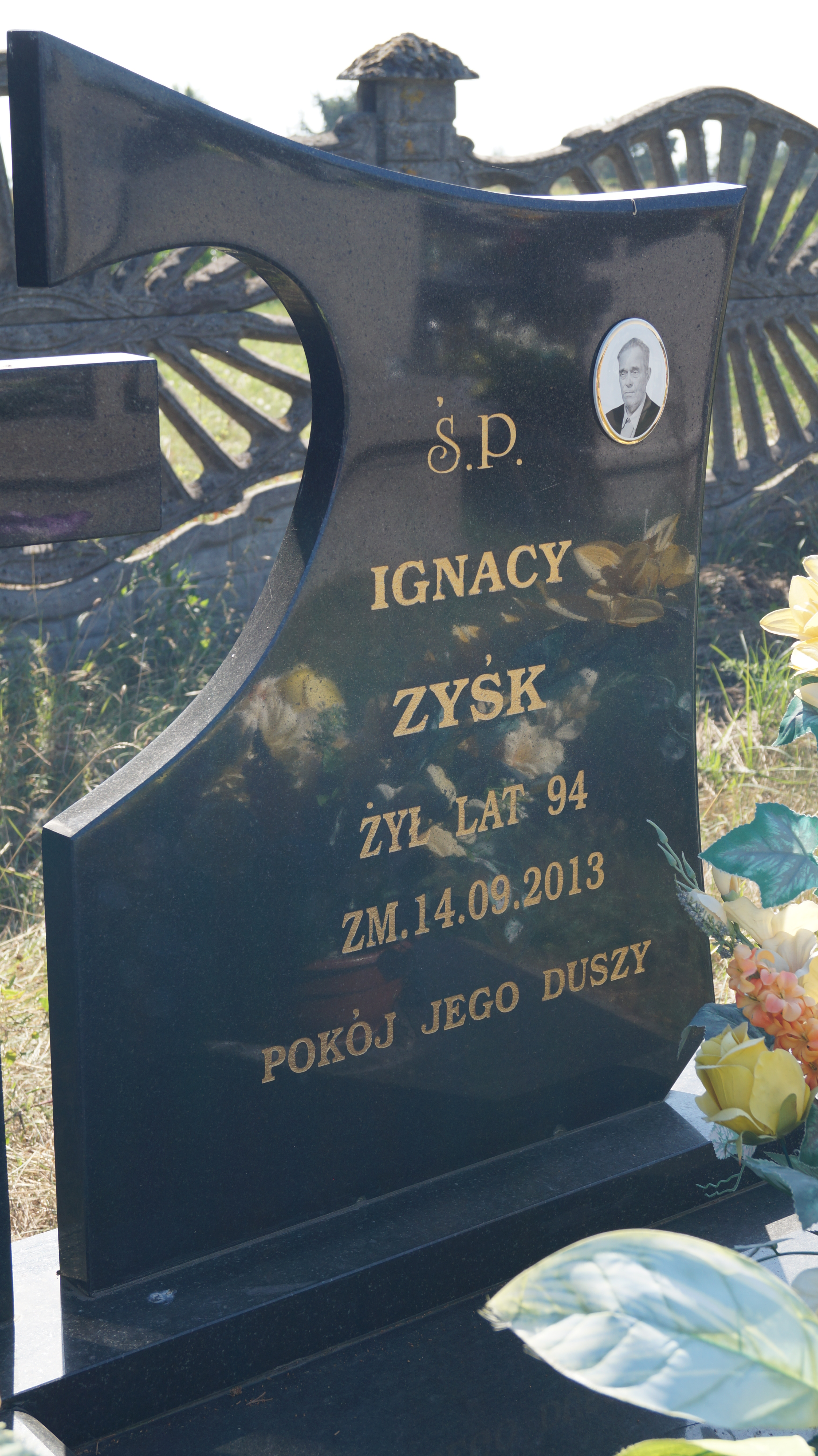
Nagrobek Ignacego Zyśka na cmentarzu parafialnym w Dąbrowach